# Nosferatu (film)
Nosferatu je americký gotický hororový film režiséra Roberta Eggerse. Snímek je reimaginací klasického německého němého filmu Upír Nosferatu z roku 1922 režiséra F. W. Murnaua. V hlavních rolích účinkují Bill Skarsgård, Nicholas Hoult, Lily-Rose Depp, Aaron Taylor-Johnson, Emma Corrin, Ralph Ineson, Simon McBurney a Willem Dafoe. Natáčení primárně probíhalo v Praze a v okolí od února do května 2024.
Světová premiéra filmu proběhla 2. prosince 2024 v Berlíně, do kin jej uvedla společnost Focus Features ve Spojených státech a Universal Pictures 25. prosince na mezinárodní úrovni. V České republice byl film uveden do kin 2. ledna 2025. Film získal pozitivní recenze kritiků a při rozpočtu 50 milionů dolarů vydělal celosvětově 179,2 milionu dolarů, čímž se stal Eggersovým nejvýdělečnějším filmem. Na 97. ročníku udílení Oscarů získal film nominace za nejlepší kameru, kostýmy, výpravu a masky.

## Příběh
Wisborg, Německo, rok 1836. Thomas Hutter (Nicholas Hoult) právě ukončil líbánky se svou snoubenkou Ellen (Lily-Rose Depp). Po návratu do práce v realitní kanceláři je osloven svým nadřízeným Knockem (Simon McBurney), aby se v rámci svého povýšení ujal speciálního úkolu a vyrazil na pouť do Transylvánie s cílem podepsat smlouvu se speciálním klientem. Přestože jej jeho snoubenka od cesty odrazuje, Thomas s vidinou povýšení a lepších majetkových poměrů na šestitýdenní cestu výráží. Jeho snoubence se mezitím zhorší duševní stav a vrací se jí melancholie – mluví ze spaní, propadá záchvatům a vidinám. V nich se zjevuje tajemná postava, která ji svou temnou silou přitahuje. Kvůli zhoršenému stavu se jí ujímají bratr Friedrich a jeho žena Anna Hardingovi (Aaron Taylor-Johnson, Emma Corrin). Herr Knock zmizí ze svého úřadu a realitní společnost se propadá do chaosu. Stav Ellen se neustále zhoršuje, rodinný doktor Sievers (Ralph Ineson) proto povolá svého učitele profesora Von Franze (Willem Dafoe), který se po odchodu z univerzity věnuje okultismu a černé magii. Ten identifikuje tajemnou hrozbu v podobě hraběte Nosferatu, ačkoliv celé město považuje lavinu smrtí za rozšíření moru. Mezitím se Thomas přes varování vesničanů s hrabětem Orlokem setkává na jeho tajemném zámku. Podepíše s ním připravenou smlouvu na nákup zámku ve Wisborgu, ale také se smlouvou vzdává svého práva na snoubenku Ellen. Thomas se schvácený v horečkách vrací do rodného města, vzápětí jej však v tajemné truhle následuje hrabě Orlok, který se vypravil do svého nového sídla a pro svou novou snoubenku. Ellen, přestože miluje Thomase, se rozhodne pro absolutní oběť ve jménu záchrany celého města.

## Obsazení
| Bill Skarsgård       | hrabě Orlok                       |
| Lily-Rose Depp       | Ellen Hutter                      |
| Nicholas Hoult       | Thomas Hutter                     |
| Willem Dafoe         | Profesor Albin Eberhart Von Franz |
| Emma Corrin          | Anna Harding                      |
| Aaron Taylor-Johnson | Friedrich Harding                 |
| Ralph Ineson         | Dr. Wilhelm Sievers               |
| Simon McBurney       | Herr Knock                        |

## Produkce
Režisér Robert Eggers zamýšlel natočení filmu již v roce 2015 po uvedení filmu Čarodějnice, ale vzhledem k náročnosti jej odložil a věnoval se filmům Maják a Seveřan. Na začátku roku 2022 byly do projektu angažováni herci Harry Styles a Anya Taylor-Joy, oba však na konci roku z projektu odstoupili kvůli termínové kolizi. Nahradili je Nicholas Hoult a Lily-Rose Depp.
Film je již třetím zpracováním, které má vazbu k Česku. Původní film z roku 1922 se částečně natáčel v Československu ve Vrátné dolině, Dolném Kubíně a na Oravském hradě. Herzogův Upír Nosferatu z roku 1979 se natáčel ve Vysokých Tatrách, Nedvědici, na hradě Pernštejn a v Telči.

### Natáčení

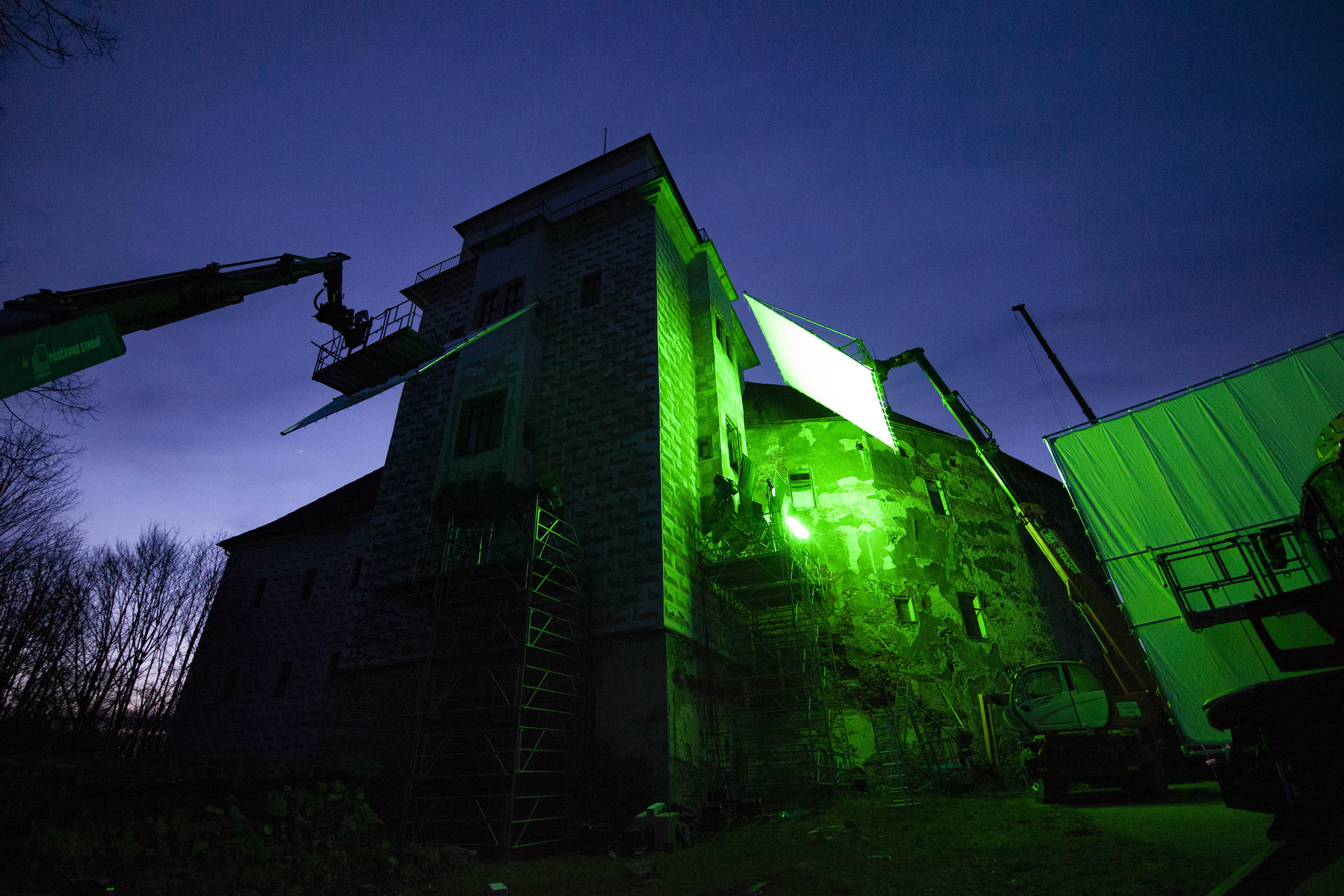
Natáčení na zámku v Rožmitále pod Třemšínem (2023)

Hlavní natáčení probíhalo v České republice od 20. února 2023 v barrandovských filmových studiích. Dále se natáčelo na různých lokacích v Praze a v okolí. Filmový štáb zavítal na zámek v Rožmitále pod Třemšínem, do pražské Invalidovny a stejně jako v Herzogově remaku se opět natáčelo i na hradě Pernštejn. Některé exteriéry se natáčely v Rumunsku. Hlavní kameraman Jarin Blaschke uvedl, že se natáčelo na barevný film, který má evokovat romantismus 19. století. Poslední klapka padla 19. května 2023.
V rámci přípravy na roli hraběte Orloka, herec Bill Skarsgård výrazně zhubl, odmítl si nechat digitálně upravit hlas, spolupracoval s islandskou operní pěvkyní Ásgerður Júníusdóttir. Aby snížil svůj hlasový rozsah a charakter, do svých replik zapojil mongolský hrdelní zpěv a denně trávil až šest hodin v maskérně.Skarsgård svou zkušenost přirovnal k „vyvolávání čirého zla“. Herecký kolega Nicolas Hoult uvedl, že cítil „skutečný strach“, když před natáčením scén, kdy jej pronásledují vlci, museli být psi na place přivázáni. Ve filmu je použito několik na zakázku vyrobených rekvizit, z nichž některé si herci po natáčení ponechali. Eggers daroval Lily- Rose Depp rekvizitu Ellenina medailonu a Hoult si ponechal a zarámoval Orlokův prostetický penis, který ve filmu nosil Skarsgård.
Scéna Hutterova příjezdu do transylvánské vesnice byla natočena v jednom záběru. Vystupují v ní neprofesionální romští herci, hudebníci a tanečníci, ale i český hudebník a herec Jordan Haj. Bylo natočeno zhruba 30 záběrů celé scény, která byla dle Eggerse „velmi pečlivě choreograficky připravena a předem nacvičena v jednom pražském skladu“. Kulisy vesnice byly postaveny mimo Prahu a štáb vycházel ze studia muzeí lidové architektury v Rumunsku a Transylvánii. Z českých herců si ve filmu také zahrály osmiletá Milena Konstantinova a o rok starší Adéla Hesová, které ztvárnily dcery Hardingových, Karel Dobrý jako kapitán lodi převážející Orloka a další.

## Hudba
O hudbu se postaral britsko-irský filmový skladatel a hudební producent Robin Carolan. Carolan debutoval jako filmový hudebník v roce 2022, kdy s Eggersem spolupracoval na soundtracku k filmu Seveřan. U Nosferatu se záměrně odklonil od typické hororové hudby a zaměřil se na zachycení melancholických a tragických prvků příběhu. Připsal si také zásluhu na tom, že se při některých scénách s Ellen „dostal do určité nálady“, a to díky svému obsesivnímu poslechu singlu „Downhill Lullaby“ od Sky Ferreiry z roku 2019. První dvě skladby z filmu vydalo vydavatelství Back Lot Music na konci září 2024. Kompletní album s celkem 43 skladbami splánují vydat vydavatelství Sacred Bones Records a Waxwork Records na dvou CD a vinylu. Carolan a Eggers se snažili zdokonalit svůj zvuk, což byl proces poznamenaný jejich pečlivou pozorností k detailům, kterou Carolan popisuje jako „téměř telepatickou”.

## Přijetí
Většina kritiků a recenzentů se shoduje na tom, že se jedná o nejklasičtější, ale zároveň nejděsivější a nejbrutálnější verzi legendy o hraběti Nosferatu.

## Ocenění
| Cena                                          | Datum             | Kategorie                                                             | Ocenění                                                                                             | Výsledek  | Ref.   |
| --------------------------------------------- | ----------------- | --------------------------------------------------------------------- | --------------------------------------------------------------------------------------------------- | --------- | ------ |
| Hollywood Music in Media Awards               | 20. listopadu     | Nejlepší originální hudba – horor/thriller                            | Robin Carolan                                                                                       | vítězství | [ 21 ] |
| National Board of Review                      | 4. prosince 2024  | Vynikající výkon v kinematografii                                     | Jarin Blaschke                                                                                      | vítězství | [ 22 ] |
| Astra Film and Creative Arts Awards           | 8. prosince 2024  | Nejlepší horror nebo thriller                                         | Nosferatu                                                                                           | nominace  | [ 7 ]  |
| Astra Film and Creative Arts Awards           | 8. prosince 2024  | Nejlepší výkon v horroru nebo thrilleru                               | Bill Skarsgård                                                                                      | nominace  | [ 7 ]  |
| Astra Film and Creative Arts Awards           | 8. prosince 2024  | Nejlepší kamera                                                       | Jarin Blaschke                                                                                      | nominace  | [ 7 ]  |
| Astra Film and Creative Arts Awards           | 8. prosince 2024  | Nejlepší kostýmy                                                      | Linda Muir                                                                                          | nominace  | [ 7 ]  |
| Astra Film and Creative Arts Awards           | 8. prosince 2024  | Nejlepší masky                                                        | Nosferatu                                                                                           | nominace  | [ 7 ]  |
| Astra Film and Creative Arts Awards           | 8. prosince 2024  | Nejlepší výprava                                                      | Craig Lathrop                                                                                       | nominace  | [ 7 ]  |
| Washington D.C. Area Film Critics Association | 8. prosince 2024  | Nejlepší kamera                                                       | Jarin Blaschke                                                                                      | vítězství | [ 23 ] |
| Washington D.C. Area Film Critics Association | 8. prosince 2024  | Nejlepší hudba                                                        | Robin Carolan                                                                                       | nominace  | [ 23 ] |
| Washington D.C. Area Film Critics Association | 8. prosince 2024  | Nejlepší výprava                                                      | Craig Lathrop a Beatrice Brentnerová                                                                | nominace  | [ 23 ] |
| San Diego Film Critics Society                | 9. prosince 2024  | Nejlepší kamera                                                       | Jarin Blaschke                                                                                      | vítězství | [ 24 ] |
| San Diego Film Critics Society                | 9. prosince 2024  | Nejlepší výprava                                                      | Craig Lathrop a Beatrice Brentnerová                                                                | nominace  | [ 24 ] |
| San Diego Film Critics Society                | 9. prosince 2024  | Nejlepší vizuální efekty                                              | Nosferatu                                                                                           | nominace  | [ 24 ] |
| Chicago Film Critics Association              | 12. prosince 2024 | Nejlepší adaptovaný scénář                                            | Robert Eggers                                                                                       | nominace  | [ 25 ] |
| Chicago Film Critics Association              | 12. prosince 2024 | Nejlepší kamera                                                       | Jarin Blaschke                                                                                      | nominace  | [ 25 ] |
| Chicago Film Critics Association              | 12. prosince 2024 | Nejlepší originální hudba                                             | Robin Carolan                                                                                       | nominace  | [ 25 ] |
| Chicago Film Critics Association              | 12. prosince 2024 | Nejlepší kostýmy                                                      | Linda Muir                                                                                          | nominace  | [ 25 ] |
| Chicago Film Critics Association              | 12. prosince 2024 | Nejlepší výprava / dekorace                                           | Nosferatu                                                                                           | vítězství | [ 25 ] |
| St. Louis Film Critics Association            | 15. prosince 2024 | Nejlepší hororový film                                                | Nosferatu                                                                                           | vítězství | [ 26 ] |
| St. Louis Film Critics Association            | 15. prosince 2024 | Nejlepší kamera                                                       | Jarin Blaschke                                                                                      | vítězství | [ 26 ] |
| St. Louis Film Critics Association            | 15. prosince 2024 | Nejlepší výprava                                                      | Linda Muir                                                                                          | nominace  | [ 26 ] |
| St. Louis Film Critics Association            | 15. prosince 2024 | Nejlepší výprava                                                      | Craig Lathrop a Beatrice Brentnerová                                                                | vítězství | [ 26 ] |
| St. Louis Film Critics Association            | 15. prosince 2024 | Nejlepší vizuální efekty                                              | Nosferatu                                                                                           | nominace  | [ 26 ] |
| San Francisco Bay Area Film Critics Circle    | 15. prosince 2024 | Nejlepší kamera                                                       | Jarin Blaschke                                                                                      | nominace  | [ 27 ] |
| San Francisco Bay Area Film Critics Circle    | 15. prosince 2024 | Nejlepší výprava                                                      | Craig Lathrop                                                                                       | nominace  | [ 27 ] |
| New York Film Critics Online                  | 16. prosince 2024 | Nejlepší kamera                                                       | Jarin Blaschke                                                                                      | nominace  | [ 28 ] |
| Seattle Film Critics Society                  | 16. prosince 2024 | Nejlepší kamera                                                       | Jarin Blaschke                                                                                      | nominace  | [ 29 ] |
| Seattle Film Critics Society                  | 16. prosince 2024 | Nejlepší kostýmy                                                      | Linda Muir                                                                                          | nominace  | [ 29 ] |
| Seattle Film Critics Society                  | 16. prosince 2024 | Záporák roku                                                          | Hrabě Orlok (Bill Skarsgård)                                                                        | nominace  | [ 29 ] |
| Austin Film Critics Association               | 6. ledna 2025     | Nejlepší film                                                         | Nosferatu                                                                                           | nominace  | [ 30 ] |
| Austin Film Critics Association               | 6. ledna 2025     | Nejlepší kamera                                                       | Jarin Blaschke                                                                                      | nominace  | [ 30 ] |
| Austin Film Critics Association               | 6. ledna 2025     | Nejlepší hudba                                                        | Robin Carolan                                                                                       | nominace  | [ 30 ] |
| Alliance of Women Film Journalists            | 7. ledna 2025     | Nejlepší adaptovaný scénář                                            | Robert Eggers                                                                                       | nominace  | [ 31 ] |
| Alliance of Women Film Journalists            | 7. ledna 2025     | Nejlepší kamera                                                       | Jarin Blaschke                                                                                      | nominace  | [ 31 ] |
| Satellite Awards                              | 26. ledna 2025    | Nejlepší herečka v hraném filmu – Drama                               | Lily-Rose Depp                                                                                      | nominace  | [ 32 ] |
| Satellite Awards                              | 26. ledna 2025    | Nejlepší kamera                                                       | Jarin Blaschke                                                                                      | nominace} | [ 32 ] |
| Satellite Awards                              | 26. ledna 2025    | Nejlepší kostýmy                                                      | Linda Muir                                                                                          | nominace  | [ 32 ] |
| Satellite Awards                              | 26. ledna 2025    | Nejlepší výprava                                                      | Beatrice Brentnerová, Craig Lathrop                                                                 | nominace  | [ 32 ] |
| Satellite Awards                              | 26. ledna 2025    | Nejlepší soubor: Film                                                 | Nosferatu                                                                                           | vítězství | [ 32 ] |
| British Society of Cinematographers           | 1. února 2025     | Nejlepší kamera ve hraném filmu                                       | Jarin Blaschke                                                                                      | nominace  | [ 33 ] |
| London Critics Circle Film Awards             | 2. února 2025     | Film roku                                                             | Nosferatu                                                                                           | nominace  | [ 34 ] |
| London Critics Circle Film Awards             | 2. února 2025     | Britský / Irský umělec roku                                           | Nicholas Hoult                                                                                      | nominace  | [ 34 ] |
| London Critics Circle Film Awards             | 2. února 2025     | Cena za technický výkon                                               | Jarin Blaschke                                                                                      | nominace  | [ 34 ] |
| Set Decorators Society of America             | 2. února 2025     | Nejlepší výkon v dekoracích/designu historického celovečerního filmu  | Beatrice Brentnerová, Craig Lathrop                                                                 | nominace  | [ 35 ] |
| Costume Designers Guild Awards                | 6. února 2025     | Vynikající výkon v historickém filmu                                  | Linda Muir                                                                                          | vítězství | [ 36 ] |
| Critics' Choice Awards                        | 7. února 2025     | Nejlepší kamera                                                       | Jarin Blaschke                                                                                      | vítězství | [ 37 ] |
| Critics' Choice Awards                        | 7. února 2025     | Nejlepší výprava                                                      | Craig Lathrop a Beatrice Brentnerová                                                                | nominace  | [ 37 ] |
| Critics' Choice Awards                        | 7. února 2025     | Nejlepší kostýmy                                                      | Linda Muir                                                                                          | nominace  | [ 37 ] |
| Critics' Choice Awards                        | 7. února 2025     | Nejlepší masky                                                        | Nosferatu                                                                                           | nominace  | [ 37 ] |
| Visual Effects Society Awards                 | 11. února 2025    | Vynikající podpůrné vizuální efekty v fotorealistickém filmu          | Angela Barson, Lisa Renney, David Scott, Dave Cook, Pavel Ságner                                    | nominace  | [ 38 ] |
| Society of Composers & Lyricists              | 12. února 2025    | Cena Davida Raksina pro nový talent                                   | Robin Carolan                                                                                       | nominace  | [ 39 ] |
| British Academy Film Awards                   | 16. února 2025    | Nejlepší kamera                                                       | Jarin Blaschke                                                                                      | nominace  | [ 40 ] |
| British Academy Film Awards                   | 16. února 2025    | Nejlepší kostýmy                                                      | Linda Muir                                                                                          | nominace  | [ 40 ] |
| British Academy Film Awards                   | 16. února 2025    | Nejlepší masky a účesy                                                | David White, Traci Loader, Suzanne Stokes-Munton                                                    | nominace  | [ 40 ] |
| British Academy Film Awards                   | 16. února 2025    | Nejlepší filmová hudba                                                | Robin Carolan                                                                                       | nominace  | [ 40 ] |
| British Academy Film Awards                   | 16. února 2025    | Nejlepší výprava                                                      | Craig Lathrop                                                                                       | nominace  | [ 40 ] |
| Golden Reel Awards                            | 23. února 2025    | Vynikající výkon v oblasti zvukového střihu – efekty ve filmu / Foley | Damian Volpe, Michael Fentum, Damian Volpe, Samir Foco, Mariusz Glabinski, Heikki Kossi, Joel Raabe | nominace  | [ 41 ] |
| Cena Akademie                                 | 2. března 2025    | Nejlepší kamera                                                       | Jarin Blaschke                                                                                      | nominace  | [ 42 ] |
| Cena Akademie                                 | 2. března 2025    | Nejlepší kostýmy                                                      | Linda Muir                                                                                          | nominace  | [ 42 ] |
| Cena Akademie                                 | 2. března 2025    | Nejlepší výprava a dekorace                                           | Craig Lathrop                                                                                       | nominace  | [ 42 ] |
| Cena Akademie                                 | 2. března 2025    | Nejlepší masky                                                        | David White, Traci Loader, Suzanne Stokes-Munton                                                    | nominace  | [ 42 ] |